# オンナミチ
『オンナミチ』は、北沢バンビによる漫画作品。並びにそれを原作として2015年8月・9月にNHK BSプレミアムの「プレミアムよるドラマ」で放送されたテレビドラマである。

## 概要
同作品は『ビッグコミックスペリオール』（小学館）に2012年6号から2014年17号にかけて連載された。32歳、レコード会社勤務で独身の主人公・山口梨花は、誕生日、元カレに呼び出され、食事に誘われ、その後セックスをする。そして帰宅後、おばちゃん風の中年女性が家に現れる。
そのおばちゃんは20年後の梨花だった。20年後の梨花は、32歳の誕生日の梨花の行動を言い当てて、説教をする。そして、「20年後、このままだとおばちゃんのままで死んでしまう」と32歳の梨花に警告する。死ぬことを回避しようと、32歳と52歳の「2人の自分=梨花」の奮闘と再生を描いた痛快ファンタジーコメディー。

## テレビドラマ
2015年8月4日から9月22日までの全8回で、プレミアムよるドラマにて放送。片瀬那奈は、本作品でテレビドラマ初主演であった。

### 出演
山口梨花（32歳）
演 - 片瀬那奈
52歳の梨花
演 - 渡辺えり
未来からやってきた、20年後の梨花自身。通称「オバちゃん」。
小谷地義宗
演 - 徳重聡
太田和幸
演 - 合田雅吏
鈴木マサオ
演 - 淵上泰史

#### レコード会社関係者
上村信二
演 - 羽場裕一
原田恒平
演 - モト冬樹
松尾由美
演 - 小野ゆり子
増子愛
演 - MEGUMI
シュガーガールズ
演 - Little Glee Monster

### 梨花の友人
竹内晶子
演 - 市川由衣
鳩田信吾
演 - 渡部豪太
菊田弘美
演 - 浅見れいな
小松勇介
演 - 少路勇介（55歳の小松：森下能幸）

#### 梨花の家族
山口有次
演 - 金田明夫
梨花の父
山口文子
演 - 立石涼子
梨花の母

### スタッフ
- 原作 - 北沢バンビ
- タイトル - 高橋泰雄
- 脚本 - 田中ひろみ、坪田文
- 音楽 - 吉川慶
- 挿入歌 - Little Glee Monster「書きかけの未来」（ソニー・ミュージックレコーズ）
- 演出 - 村松弘之
- 製作著作 - NHK、大映テレビ

### 放送日程
| 放送回 | 放送日  | サブタイトル                    | 脚本       |
| ------ | ------- | ------------------------------- | ---------- |
| 第1話  | 8月04日 | 未来のあたしは大阪のオバチャン? | 田中ひろみ |
| 第2話  | 8月11日 | まだ32? もう32!                 | 田中ひろみ |
| 第3話  | 8月18日 | スキャンダルは女の勲章?         | 田中ひろみ |
| 第4話  | 8月25日 | イケメンに善人なし!?            | 坪田文     |
| 第5話  | 9月01日 | キョーフの家族旅行              | 田中ひろみ |
| 第6話  | 9月08日 | 人生の迷い道                    | 坪田文     |
| 第7話  | 9月15日 | ひとりぼっちのあたし            | 坪田文     |
| 最終話 | 9月22日 | これが私のオンナミチ!           | 坪田文     |